# Helagsfjäll
Das Helagsfjäll ist ein Fjällmassiv bei Ljungdalen im nordwestlichen Härjedalen in Schweden nahe der Grenze zum Jämtland und zu Norwegen. Der höchste Gipfel, der Helags im Südosten des Helagsfjäll, ist mit einer Höhe von 1797 Metern über dem Meeresspiegel die höchste schwedische Erhebung südlich des Polarkreises.
Das Helagsfjäll ist ein kompaktes Gebirgsmassiv, das sich in vier Hauptgipfel gliedert: Neben dem Helags sind dies der Mittelgipfel (1637 m; Schartenhöhe ca. 100 m), der mit zwei Gipfelkuppen ausgestattete Nordwestgipfel (1704 m; Schartenhöhe ca. 215 m) und im Südwesten der Predikstolen mit einer Höhe von 1681 Metern (Schartenhöhe ca. 440 m). Der Predikstolen gleicht auffällig einem großen Sitz, dessen Sitzfläche nach Südosten ausgerichtet ist und im Nebengipfel Pt. 1474 leicht ansteigt. Unterhalb der Ostwand des Helags ist mit dem Helagsgletscher Schwedens südlichster Gletscher zu finden.
Am Fuße des Helags befindet sich die Helagsstugorna, eine Hütte des schwedischen Wandervereins, welche sowohl im Sommer als auch im Winter von Touristen stark frequentiert wird.

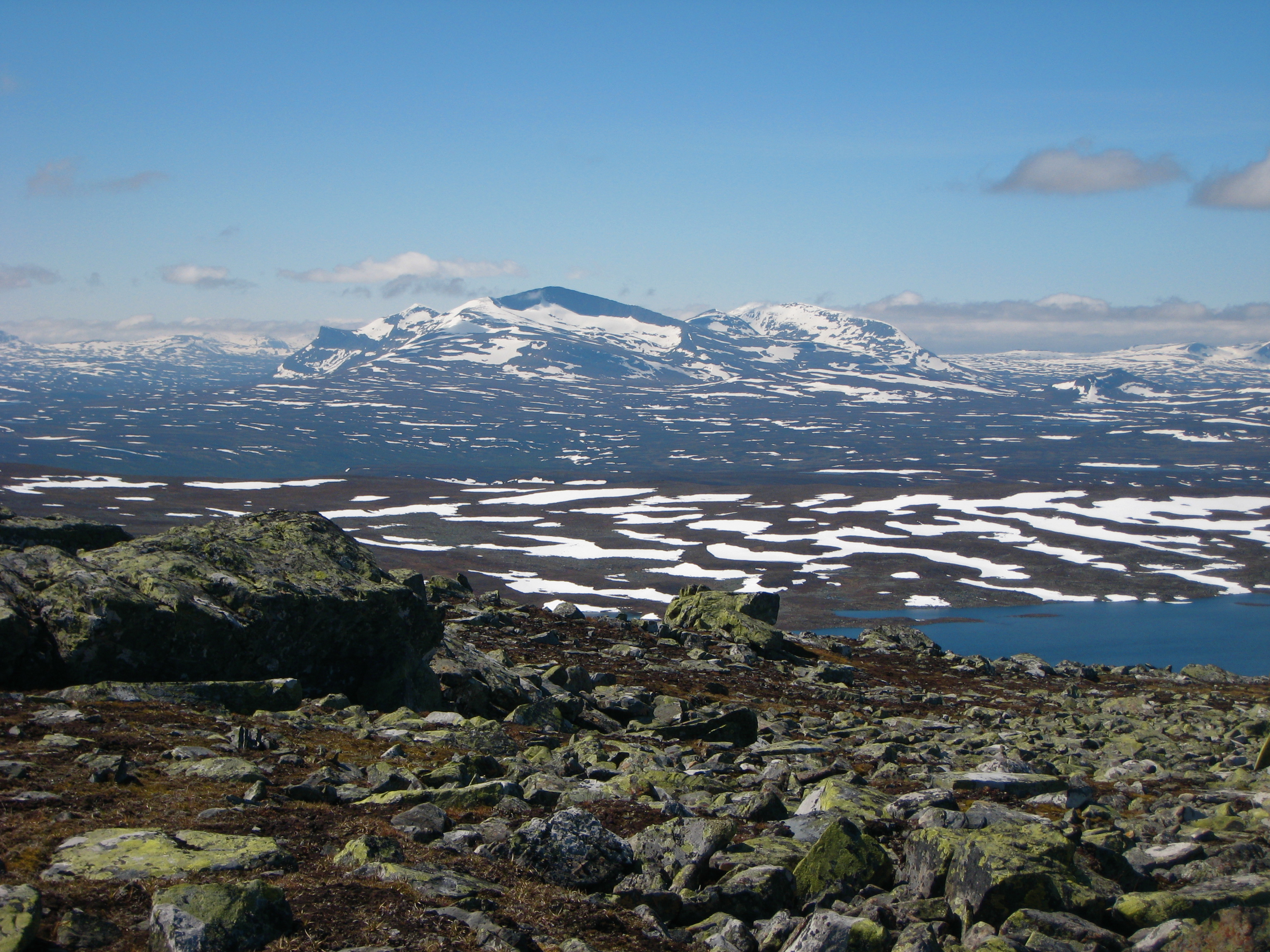
Das Helagsfjäll Anfang Juli 2009
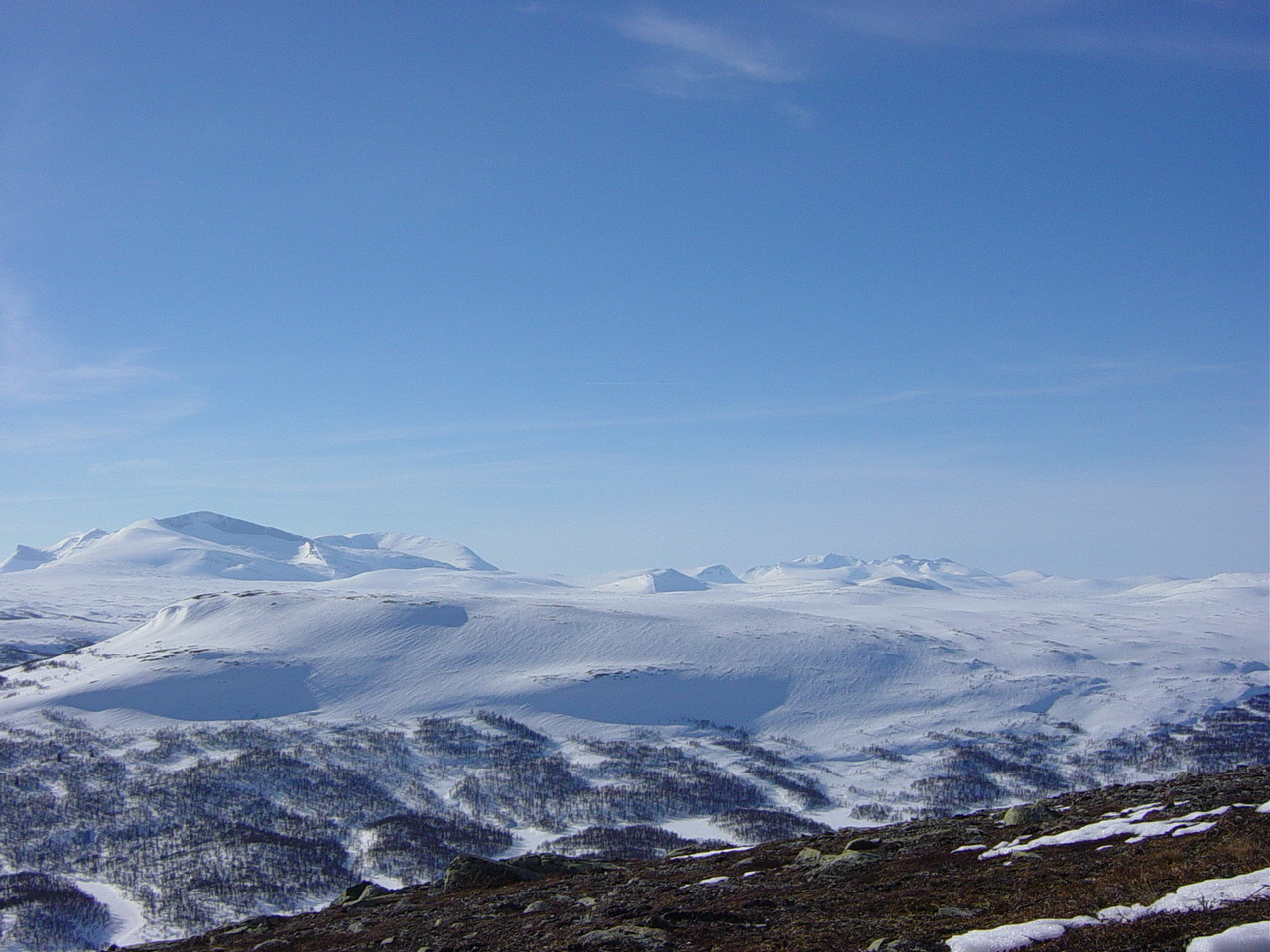
Links das Helagsmassiv, rechts der Mitte das Sylanmassiv
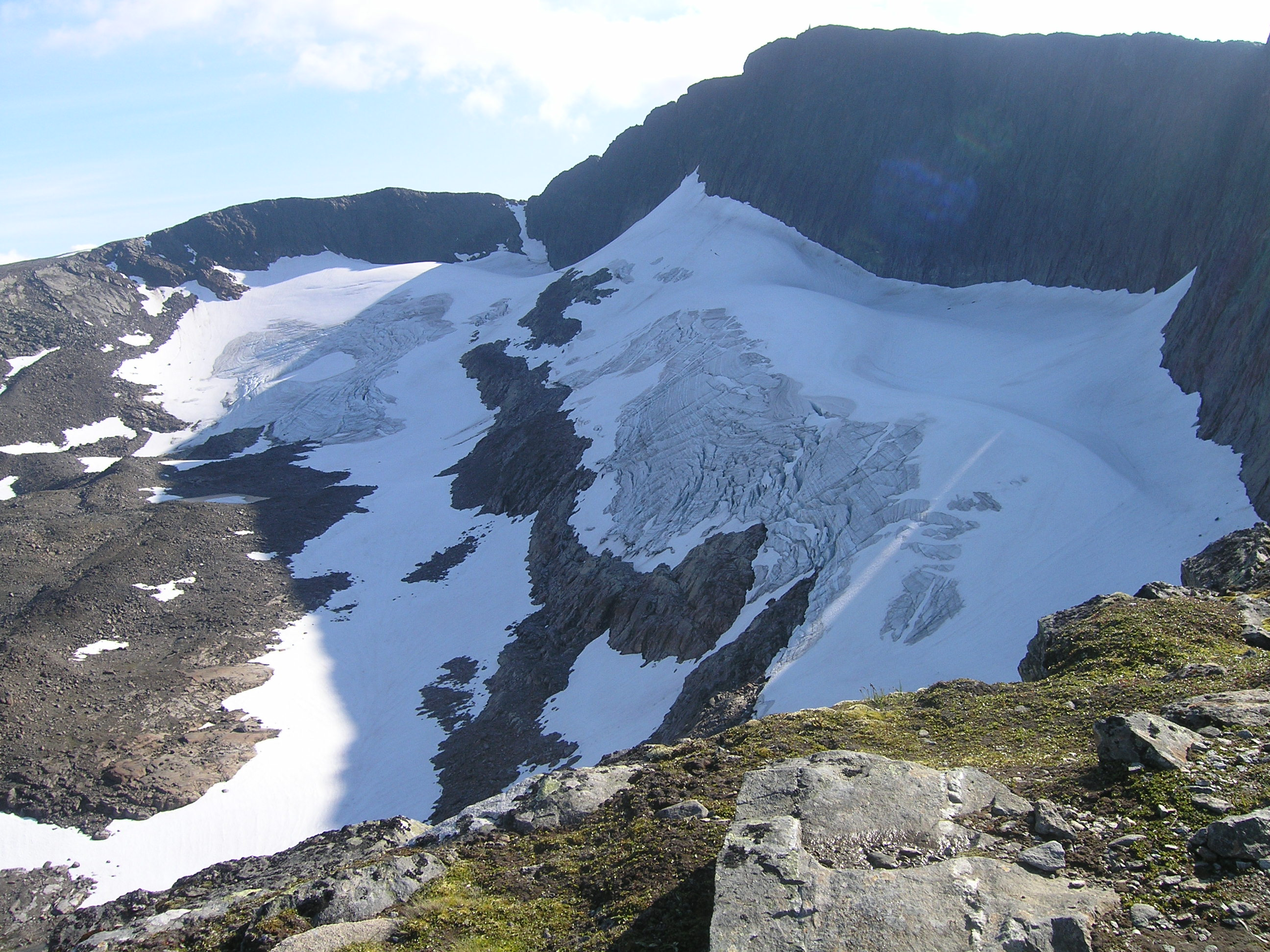
Der Rest des Helagsgletschers

Das Helagsfjäll im März 2013. Links der Predikstolen mit seiner charakteristischen 'Sitzfläche' und dem Nebengipfel Pt. 1474 (ganz links)

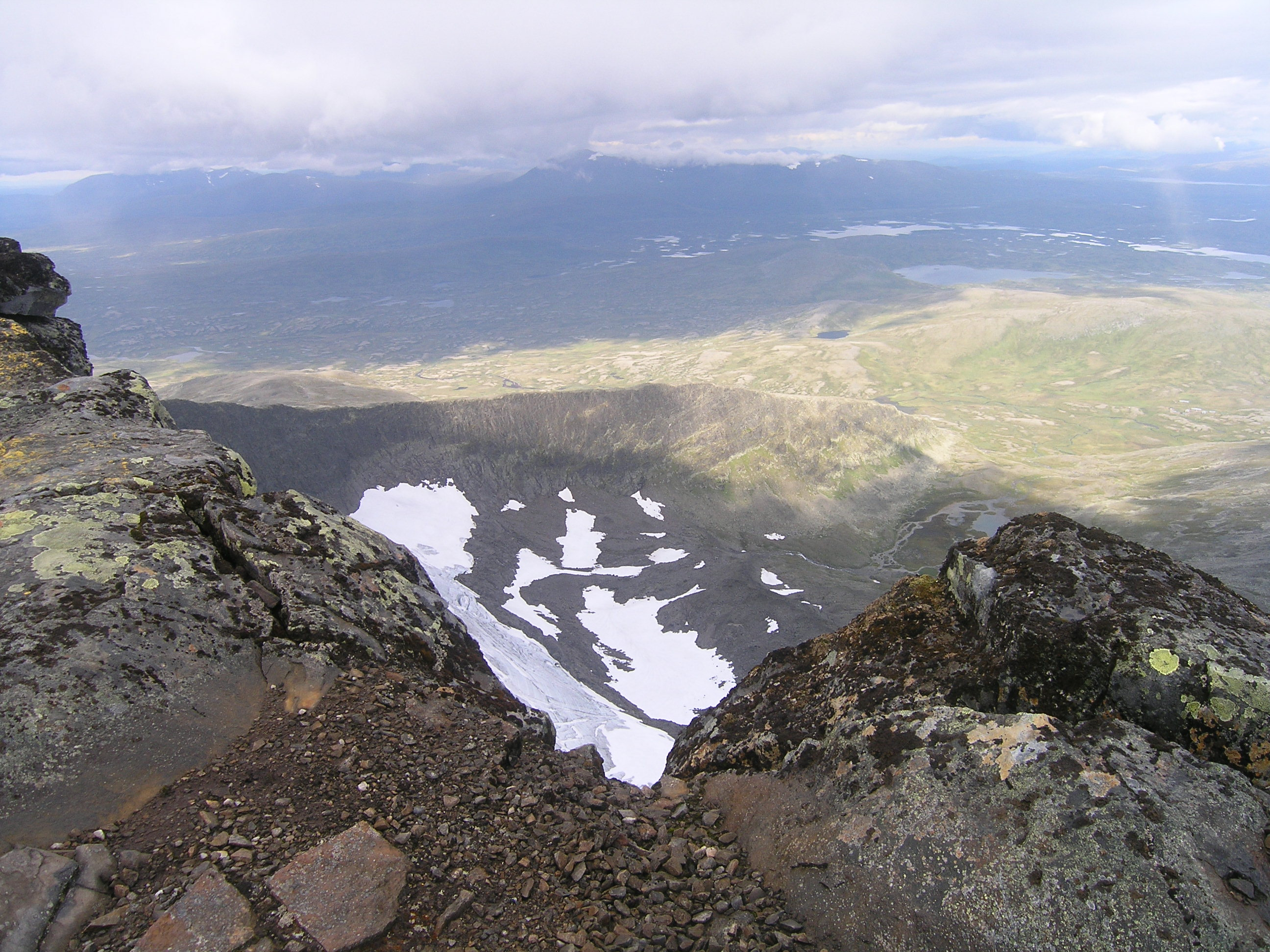
Aussicht vom Berggipfel